# 福宁府
福宁府，清朝时设置的府，今福建省寧德市。

福宁府在福建省的位置（1820年）

雍正十二年（1734年）改福宁州置，治所在霞浦县，属福建省福州道（后改称宁福道）。管辖福宁五邑，相当于今福建省霞浦、福安、宁德、福鼎、寿宁、周宁和柘荣等县市。1913年废。